# Ocean Size
Ocean Size è una canzone della band alternative rock statunitense Jane's Addiction, estratta come singolo dal loro primo album in studio Nothing's Shocking. Il brano ha anche un videoclip. Il significato della canzone è controverso: per molti indica la grandezza dell'essere e la voglia di evadere dalla realtà, ciò che prova un homeless sotto i grattacieli di Los Angeles che, distrutto dal vivere comunemente, pensa a come potrebbe essere la grandezza dell'oceano e trovarsi a vivere in modo diverso, senza freni.
La canzone incorpora vari generi e infine risulta essere una vincente unione di Hard rock, Funk metal, Heavy metal e Stadium rock.